# Намо
Намо — один з районів (лаос. ເມືອງ муанг) провінції Удомсай, Лаос.